# Втрати Національної поліції України під час російсько-української війни
У статті описано деталі загибелі співробітників Національної поліції України під час Російсько-української війни. В ході повномасштабного вторгнення в Україну сианом на 20 червня 2023 року вдалося встановити імена щонайменш 127 загиблих українських поліціянтів.

## 2017
1. Войтов Микола Сергійович, лейтенант, полк «Київ». Помер 3 січня в Краматорську[2]

## 2018
1. Пригарін Сергій Володимирович, старший лейтенант, дільничний офіцер Приморського відділу поліції у місті Одесі ГУ НП в Одеській області. 19 січня під час затримання злочинця на вул. Новосельського у Приморському районі м. Одеса, дістав важке вогнепальне поранення у груди, від якого помер у лікарні. Похований на Таїрівському кладовищі Одеси. Злочинець, Валентин Дорошенко, — прихильник "русского міра", сталініст.  відомий своєю антиукраїнською і проросійською діяльністю, у 1990-х працював сторожем в школі та був звільнений за домагання, підтримував Вітренко (ПСПУ), організовував акції за гроші Ігора Маркова (лідер партії «Родина», переховується в РФ), учасник Антимайдану та проросійських виступів на Куликовому полі, з 2016 перебував у розшуку[3]

## 2019
1. Гуменчук Ігор Богданович, Старший сержант поліції, поліцейський 1-го взводу 1-ї роти БПСПОП «Львів» ГУ НП України у Львівській області. Раптово помер 26 лютого у м. Маріуполь, де забезпечував охорону громадського порядку[4].

## 2020
1. Губанов Сергій Леонідович, полковник, командир БПСПОП «Луганськ-1» ГУНП в Луганській області. Підірвався 20 травня на невідомому вибуховому пристрої, під патрулювання території в районі селища Трьохізбенка Новоайдарського району. Помер дорогою до лікарні під час надання медичної допомоги[5]
2. Бондар Дмитро, сержант  БПСПОП «Луганськ-1», загинув 5 грудня в ДТП[6].

## 2021
1. Колесніков Костянтин, капітан, начальник сектору реагування поліції Слов'янського відділу поліції відділу поліції № 4 (м. Слов'янськ) Краматорського районного управління поліції. Згідно повідомлення пресслужби Нацполіції, загинув 12 березня близько 16:00 під час виконання службових обов'язків у результаті ДТП поблизу м. Лиман на Донеччині[7].
2. Москаленко Євген, старший лейтенант патрульної поліції. Інспектор відділу реагування патрульної поліції Кам'янського районного управління поліції ГУНП у Дніпропетровській області. Помер 4 травня під час несення служби в районі проведення ООС на території Донецької області[8].
3. Фахруддінов Олександр, патрульний поліцейський Луганської області. Був вбитий 16 листопада пострілом з табельної зброї під час виконання службових обов'язків в м. Рубіжному на Луганщині. В ході розслідування злочину було встановлено, що вбивство поліцейського скоїв його колега, який був затриманий приблизно в 60 км від місця злочину, в м. Старобільську[9].

## 2022
1. Яцик Олександр Анатолійович, полковник, інспектор ювенальної превенції Національної поліції України у Полтавській області. Загинув 24 лютого внаслідок влучання крилатої ракети по центру керування польотами Ніжинського авіазагону, який він охороняв[10][11].
2. Гордієвич Ірина Василівна, старший лейтенант, військовослужбовець БПСПОП «Луганськ-1», загинула 24 лютого під час відступу зі Щастя, що на Луганщині. Ірину поранило осколком і вона не змогла вийти з міста[12].
3. Цвіла Ірина Володимирівна, солдат полку поліції «Київ». Загинула 25 лютого в ході відбиття танкової атаки при обороні міста-героя України Ірпеня в передмісті Києва[13].
4. Самков Валентин Володимирович, майор, дільничний офіцер з м. Щастя. 24 лютого потрапив під обстріл. Війська РФ з градів обстріляли евакуаційний автобус та мешканців, які намагались виїхати з міста. Отримав тяжкі поранення і вранці 25 лютого помер у лікарні[14].
5. Білаш Олександр Сергійович, майор, заступник командира БПСПОП «Полтава». Загинув 26 лютого, під час обстрілу автівки, за пів кілометра від контрольно-пропускного пункту однієї з військових частин у Полтаві — коли їхав до вогневої точки оборони[15].
6. Володін Володимир Анатолійович, лейтенант, снайпер батальйону поліції особливого призначення «Полтава». Загинув 26 лютого разом з майором Білашем, під час обстрілу автівки, за пів кілометра від контрольно-пропускного пункту однієї з військових частин у Полтаві — коли їхали до вогневої точки оборони[15].
7. Філоненко Віталій Володимирович, старший лейтенант, командир взводу підрозділу Національної поліції України (м. Київ). Загинув 26 лютого в бою з російською диверсійною групою у столиці[16].
8. Кравченко Юрій Володимирович, лейтенант, офіцер підрозділу батальйону поліції «Миколаїв». Загинув 26 лютого в м. Миколаєві поблизу Тернівського кільця при відбитті прориву ворожої техніки з боку м. Херсону. Нагороджений орденом «За мужність» III ступеня (посмертно)[17].
9. Лук'яненко Ярослав Миколайович, капітан, офіцер підрозділу батальйону поліції «Миколаїв». Загинув 26 лютого в м. Миколаєві поблизу Тернівського кільця при відбитті прориву ворожої техніки з боку м. Херсону[18].
10. Демченко Сергій Вікторович, капітан, слідчий у Софіївському відділенні поліції Криворізького РУП. Загинув 27 лютого під час виконання службових обов’язків[19].
11. Звягінцев Валентин Миколайович, старший лейтенант, слідчий у Софіївському відділенні поліції Криворізького РУП. Загинув 27 лютого під час виконання службових обов’язків[20].
12. Солодчук Володимир Петрович, майор, заступник начальника сектору поліцейської діяльності № 1 Коростенського райуправління поліції. Загинув 27 лютого в лісі на території Народицької громади біля білоруського кордону куди їхав на виклик щодо повідомлення про те, що там місцеві жителі виявили невстановлених осіб, які поводилися неадекватно. Під час затримання невідомі відкрили вогонь по автомобілю поліції[21].
13. Гераїмчук Іван Андрійович, майор, інспектор з реагування патрульної поліції СПД № 1 Коростенського райуправління поліції. Загинув 27 лютого в лісі на території Народицької громади біля білоруського кордону, куди їхав на виклик щодо повідомлення про те, що там місцеві жителі виявили невстановлених осіб, які поводилися неадекватно. Під час затримання невідомі відкрили вогонь по автомобілю поліції[22].
14. Цирульник Віталій Віталійович, капрал патрульної поліції Харкова, співробітник ТОР. Загинув 27 лютого в бою з ДРГ ворога на бронетехніці, яка здійснила напад на будівлю управління[23].
15. Музирьов Дмитро Олександрович, старший лейтенант поліції, співробітник роти поліції особливого призначення Національної поліції України у Чернігівській області. Загинув 28 лютого в с. Киїнка, яке російські війська обстрілювали боєприпасами касетного типу з Михайло-Коцюбинського з РСЗВ «Смерч»[24][18].
16. Настич Володимир Васильович, капітан поліції, співробітник роти поліції особливого призначення Національної поліції України у Чернігівській області. Загинув 28 лютого у с. Киїнка, яке російські війська обстрілювали боєприпасами касетного типу з Михайло-Коцюбинського з РСЗВ «Смерч»[25].
17. Волик Максим Сергійович, старший лейтенант поліції, офіцер роти патрульної служби поліції особливого призначення «Схід». Загинув 2 березня під час оборони м. Харкова, коли снаряд окупантів потрапив до адміністративної будівлі. Тіло поліцейського дістати з-під завалів рятувальники змогли лише 6 березня[26].
18. Тарусин Богдан Олександрович старший сержант роти патрульної служби поліції особливого призначення «Схід». Загинув 2 березня під час оборони м. Харкова, коли снаряд окупантів потрапив до адміністративної будівлі[27].
19. Тахтаджиєв Федір Анатолійович, майор, офіцер оперуповноваженого сектору кримінальної поліції відділу поліції № 1 Чугуївського районного управління поліції. Загинув 2 березня 2022 в боях за Харківщину[28][29].
20. Клушин Олександр Сергійович («Тренер»), боєць роти патрульної служби поліції особливого призначення «Схід». Отримав важкі поранення в результаті ракетного обстрілу 2 березня Головного управління Нацполіції у м. Харкові. Після другого влучання ракети, потрапив під завал та майже добу боровся за життя, але помер на операційному столі 3 березня[30].
21. Котенко Валерій Андрійович, старший лейтенант поліції, слідчий відділу розслідування злочинів у сфері господарської та службової діяльності слідчого управління ГУНП в Харківській області. Загинув 3 березня коли прямував автомобілем на службу і потрапив під артобстріл[31].
22. Чабах Юрій Олександрович, капітан (посмертно), оперуповноважений сектору розкриття злочинів проти особи відділу кримінальної поліції Бучанського РУП ГУНП України в Київській області. Був застрелений 5 березня російськими військовими в Бучі, коли допомагав мирним мешканцям під час чергової евакуації[32].
23. Близнюк Сергій Юрійович, капітан Бучанського районного управління поліції. Загинув 5 березня під час евакуації мешканців Ірпеня, у його автівку влучив снаряд[33].
24. Рущишин Роман Йосипович, старший сержант, боєць батальйону патрульної служби поліції особливого призначення «Львів». Загинув 7 березня у бою з росіянами у Луганській області[34].
25. Пономаренко Олексій Сергійович, старший сержант поліції у Київській області. Загинув 9 березня від вогню окупантів під час евакуації населення з с. Демидів (Вишгородський район), що на Київщині[35].
26. Ісаєв Вадим Анатолійович, рядовий патрульної поліції Маріуполя. Загинув 12 березня в боях з російськими окупантами під час оборони міста[36].
27. Мациборук Дмитр оВасильович, старший сержант, поліцейський-водій. Загинув 17 березня від осколкових поранень — його тіло знайшли 23 квітня неподалік села Червоне на Миколаївщині[37]
28. Купріянов Дмитро Анатолійович, старший сержант. Помічник чергового чергової частини роти патрульної служби поліції особливого призначення «Схід» ГУНП в Харківській області. Загинув 18 березня, під час несення служби: потрапив під артилерійський обстріл[38].
29. Суслікова Дар’я Олександрівна, рядовий поліції. Курсант 1 курсу за спеціальністю правоохорона діяльність 110 начального взводу Донецького державного університету внутрішніх справ. Загинула 19 березня у Маріуполі внаслідок потрапляння ворожої ракети у житловий будинок, разом з татом та бабусею[39].
30. Савченко Іван Олександрович, лейтенант, старший оперуповноважений Лисичанського відділу поліції. Загинув 18 квітня під час виконання службових обов’язків під час відсічі та стримання збройної агресії з боку рф у м. Лисичанську на Луганщині[40].
31. Гогусь Тарас Зеновійович, старший сержант, поліцейський взводу № 1 РПСПОП «Тернопіль» ГУНП в Тернопільській області. Загинув 27 квітня 2022 року в Золотому на Луганщині під час ворожого артилерійського обстрілу[41].
32. Гудзь Михайло Сергійович, старший лейтенант поліції. Інспектор-снайпер взводу № 2 РПСПОП «Тернопіль» ГУНП в Тернопільській області. Загинув 27 квітня 2022 року в Золотому на Луганщині під час ворожого артилерійського обстрілу[42].
33. Сафонов Даниїл Юрійович, лейтенант Патрульної поліції Маріуполя. Загинув 2 травня, виконуючи бойове завдання, і під час повернення потрапив під мінометний обстріл на території заводу «Азовсталь»[43][44].
34. Князєв Володимир Володимирович, лейтенант, боєць підрозділу ТОР (жетон 0177047). Загинув 11 травня внаслідок артилерійського вогню поблизу с. Яковлівка, Миколаївська область [45].
35. Бойко Олександр Васильович, поліцейський відділу з проведення спеціальних операцій управління «КОРД», Черкаська область. Загинув 22 травня внаслідок ракетного удару в Запорізькій області[46].
36. Подзігун Ігор Олександрович, підполковник, офіцер відділу з проведення спеціальних операцій управління «КОРД» в Вінницькій області.  Загинув 22 травня внаслідок ракетного удару в Запорізькій області[47].
37. Бондарчук Ігор, старший лейтенант підрозділу особливого призначення «КОРД», Вінницька область. Загинув 22 травня внаслідок ракетного удару в Запорізькій області[48].
38. Турляк Артур Володимирович, старший лейтенант, проведення спеціальних операцій управління «КОРД» Головного управління Національної поліції, Вінницька область. Загинув 22 травня внаслідок ракетного удару в Запорізькій області[49].
39. Прудкий Олег Вікторович, капітан, офіцер відділу з проведення спеціальних операцій управління «КОРД» Головного управління Національної поліції, Черкаська область. Загинув 22 травня внаслідок ракетного удару в Запорізькій області[50].
40. Зайцев Михайло Олександрович, полковник, заступник начальника укправління «КОРД» ГУНП в Вінницькій області. Загинув 22 травня внаслідок ракетного удару в Запорізькій області[51].
41. Клименко Дмитро Сергійович, майор, спецпідрозділ КОРД Вінницької області. Загинув 22 травня внаслідок ракетного удару в Запорізькій області[52].
42. Бережник Іван Миколайович, старший сержант полку особливого призначення «Київ». Загинув 25 червня у бою з російськими загарбниками в Донецькій області[53].
43. Седченко Андрій Юрійович, майор інспектор режимно-секретного сектору Камянського районного управління поліції ГУНП в Дніпропетровській області. Загинув 27 липня в боях з російськими окупантами в Бахмуті, що в Донецькій області[54].
44. Насонов Олексій Олександрович, Сержант поліції Поліції охорони Харківської області. Загинув 28 липня в результаті обстрілу ТЕЦ у Харківській області[55].
45. Гречко Олена Вікторівна, майор, старший оперуповноважений сектору кримінальної поліції м. Торецька Донецької області. Загинула 4 серпня під час артобстрілу зупинки громадського транспорту в м. Торецьк на Донеччині. Окрім неї загинули щонайменше вісім людей, ще четверо отримали поранення, серед них троє дітей[56].
46. Заскока Юрій Вікторович, полковник, начальник відділу захисту критичної інфраструктури Кіберполіції. Загинув 10 жовтня у власному автомобілі, коли їхав на роботу, внаслідок ракетного удару російських військ по бульвару Тараса Шевченка у м. Києві[57].
47. Лемак Олександр, боєць полку особливого призначення «Київ». Служив у штурмовому взводі, який був частиною 2 роти швидкого реагування. Загинув 21 жовтня у бою з російськими загарбниками в Донецькій області[58]
48. Козюра Олександр Дмитрович, полковник поліції, начальник вибухотехнічного відділу Головного управління національної поліції в Херсонській області. Загинув 26 жовтня близько 13:00 під час проведення розмінування лісосмуги поблизу населеного пункту Білоусове в Херсонській області[59].
49. Куратченко Михайло Вітальович, полковник, начальник Головного управління  національної поліції в Черкаській області. Загинув 7 грудня під час проведення стабілізаційних заходів у Херсонській області в результаті підриву на каскаді ворожих мін[60][61][62][63].
50. Мельник Ігор Олегович, капітан, вибухотехнік підрозділу ГУ Нацполіції в Черкаській області. Загинув 7 грудня під час проведення стабілізаційних заходів у Херсонській області в результаті підриву на каскаді ворожих мін[60][61][64].
51. Ненада Сергій Васильович, капітан поліції, кінолог підрозділу ГУ Нацполіції в Черкаській області. Загинув 7 грудня під час проведення стабілізаційних заходів у Херсонській області в результаті підриву на каскаді ворожих мін[60][61].
52. Періжок Вадим Русланович, капрал поліції, помічник чергового СРПП Уманського райуправління поліції ГУ Нацполіції в Черкаській області. Загинув 7 грудня під час проведення стабілізаційних заходів у Херсонській області в результаті підриву на каскаді ворожих мін[60][61].
53. Пустовіт Михайло, лейтенант, інспектор взводу № 2 роти № 2 батальйону поліції особливого призначення ГУ Нацполіції в Черкаській області.	Згідно повідомлення Національної поліції України помер 16 грудня в лікувальному закладі в результаті отриманих 7 грудня поранень під час підриву на каскаді ворожих мін в ході проведення стабілізаційних заходів у Херсонській області[65].
54. Кліщук Владислав Ігорович лейтенант роти поліції особливого призначення ГУНП у Чернівецькій області. Виконував бойові завдання у складі зведеного полку спеціального призначення Сафарі. Загинув 22 травня 2022р в Запорізькій області в наслідок ракетного обстрілу.

## 2023
1. Мельниченко Віктор Юрійович, капітан. Старший інспектор корпусу оперативно-раптової дії Головного управління Національної поліції в Тернопільській області. Загинув 13 лютого 2023 в Бахмуті, потрапив під обстріл "ГРАДу"[66].
2. Грама Руслан Володимирович, старший сержант полку особливого призначення «Київ». Загинув 18 березня у бою з російськими загарбниками в Донецькій області під Бахмутом[67].
3. Грицак Михайло, капітан, офіцер Краматорського районного управління Донецької області. Загинув 22 липня під час обстрілу ворожого обстрілу з РСЗВ «Смерч» поблизу Костянтинівки[68].
4. Тарчинський Андрій Миколайович, патрульний поліцейський Херсону. Загинув 19 вересня 2023 внаслідок ударів зі ствольної артилерії по Херсону. Ворог поцілив у тролейбус із пасажирами. Тарчинський перебував неподалік[69].
5. Лейтенант Ігор Місюня, загинув від поранення під час обстрілу Херсонського залізничного вокзалу 26 грудня 2023 року[70].

## 2024
1. Новик Оксана Володимирівна, підполковник, начальник відділу розслідування злочинів, учинених в умовах збройного конфлікту, слідчого управління ГУНП в Сумській області. Загинула 27 лютого внаслідок російського обстрілу в селищі Хотінь Сумської області[71].
2. Гостіщев Олександр Євгенійович, полковник. Командир штурмового полку «Цунамі» штурмової бригади Національної гвардії «Лють». Загинув 15 березня 2024 під час ракетного удар по Одесі[72][73].
3. Миколаєць Аліна, лейтенант поліції, загинула 17 квітня унаслідок ракетного удару по Чернігову[74].
4. Паладич Ігор, полковник, начальник сектору кадрового забезпечення Сумського районного управління поліції ГУНП в Сумській області. Загинув 28 вересня у результаті атаки російських дронів на лікарню у місті Суми[75].
5. Сердюк Віталій, старший сержант, поліцейський з логістики. 26 жовтня отримав надважкі поранення у Костянтинівці, внаслідок влучання керованої авіабомби. Помер у лікарні[76].